# Joe Verdeur
Joseph Thomas "Joe" Verdeur  (Filadélfia, 7 de março de 1926-Bryn Mawr, 6 de agosto de 1991) é um ex-nadador dos Estados Unidos. Ganhador de uma medalha de ouro nos Jogos Olímpicos de Londres em 1948.
Entre 1948 e 1950, Joe Verdeur bateu 12 recordes mundais em provas de nado borboleta, e no campeonato da AAU ele obteve 19 títulos nos nados peito e medley. No La Salle College, Verdeur foi quatro vezes campeão da NCAA. Durante a carreira no LaSalle, bateu 19 recordes mundiais e 21 recordes americanos.  Após a formatura, o sósia de Douglas Kirk tinha aspirações de adicionar seu nome à lista de campeões olímpicos que fizeram o papel de Tarzan no cinema, mas seus sonhos de obter a fama em Hollywood não aconteceu.
Nos Jogos Olímpicos de 1948, ganhou o ouro nos 200 metros peito, e também participaria do revezamento 4x200 m livres, mas deu seu lugar para Wally Wolf, para que ele também pudesse receber uma medalha de ouro. 
Joe Verdeur foi nomeado "Nadador do Ano" pela Sport Magazine em 1948 e 1949. Quando se graduou em LaSalle em 1950, o jornalista de esportes Grantland Rice o chamou de "o maior nadador da primeira metade deste século". Joe Verdeur entrou no International Swimming Hall of Fame em 1966.
Morreu de câncer em 1991 com a idade de 65 anos.